# История футбольного клуба «Локомотив» (Москва)
«Локомоти́в» — российский профессиональный футбольный клуб из Москвы. Выступает в Российской премьер-лиге. Трёхкратный чемпион России, двукратный обладатель Кубка СССР, семикратный обладатель Кубка России, двукратный обладатель Суперкубка России. Дважды играл в полуфинале Кубка обладателей кубков.
Основан 23 июля 1922 года. Один из старейших футбольных клубов России, ведущий свою историю с момента основания команды «Казанка» при Московско-Казанской железной дороге, затем неоднократно менявший своё название.

## Советский период (1922—1991)
Предшественниками «Локомотива» были железнодорожные клубы «Казанка» (Московско-Казанская железная дорога), появившаяся в 1922 году; «Клуб Октябрьской Революции» (КОР), выступавший в 1922—1930 годах; и вновь «Казанка» (Московско-Казанская железная дорога), игравшая в 1931—1935 годах.

### Основание клуба
В книге А. В. Савина «Москва футбольная» со ссылкой на футбольный календарь-справочник Москвы 1922 года приводится информация о составах групп «Б» и «В» чемпионата столицы, где можно найти первые упоминания о команде рабочих железнодорожного депо Москва-пассажирская Казанской железной дороги под названием «Кружок футболистов Казанской дороги» (сокращённо «Казанка»), которая появилась в 1922 году. Фактически в среде болельщиков «Локомотива» каждый год дважды отмечают день рождения команды, поскольку 12 августа находится по срокам рядом с Днём железнодорожника, который отмечается в первое воскресенье августа.

### Выступления в Чемпионате Москвы

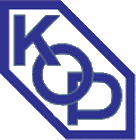
Эмблема КОРа

Кружок футболистов Казанской дороги («Казанка») начал свою историю в последний год существования Московской футбольной лиги в классе «В» (третья группа). В тот год команда базировалась на Красносельском поле (арендовала поле «Медиков» в Сокольниках). По данным газеты «Известия спорта», свой первый матч «Казанка» провела 23 июля 1922 года против Измайловского клуба спорта.
7 июня 1923 года постановлением Президиума ВЦИК был создан Высший совет по физической культуре РСФСР. Московская футбольная лига, созданная в 1909 году и до этого момента являвшаяся высшим футбольным органом города, была расформирована, управление московским спортом было передано Московскому губернскому совету физической культуры при президиуме Московского Губернского Совета рабочих, крестьянских и красноармейских депутатов. Прекратили существование старые московские клубы с многолетней историей — ОЛЛС, ЗКС, СКЗ, ОФВ, КФС, СКЛ и другие. Спортивные площадки и имущество старых клубов перешли в ведение новых организаций, созданных, как правило, по производственному принципу. Многие клубы, созданные стихийно, подлежали слиянию и меняли свои названия. «Казанка» пополнила состав игроками других футбольных команд железных дорог Московского узла и сменила название на «Клуб имени Октябрьской революции» (КОР).

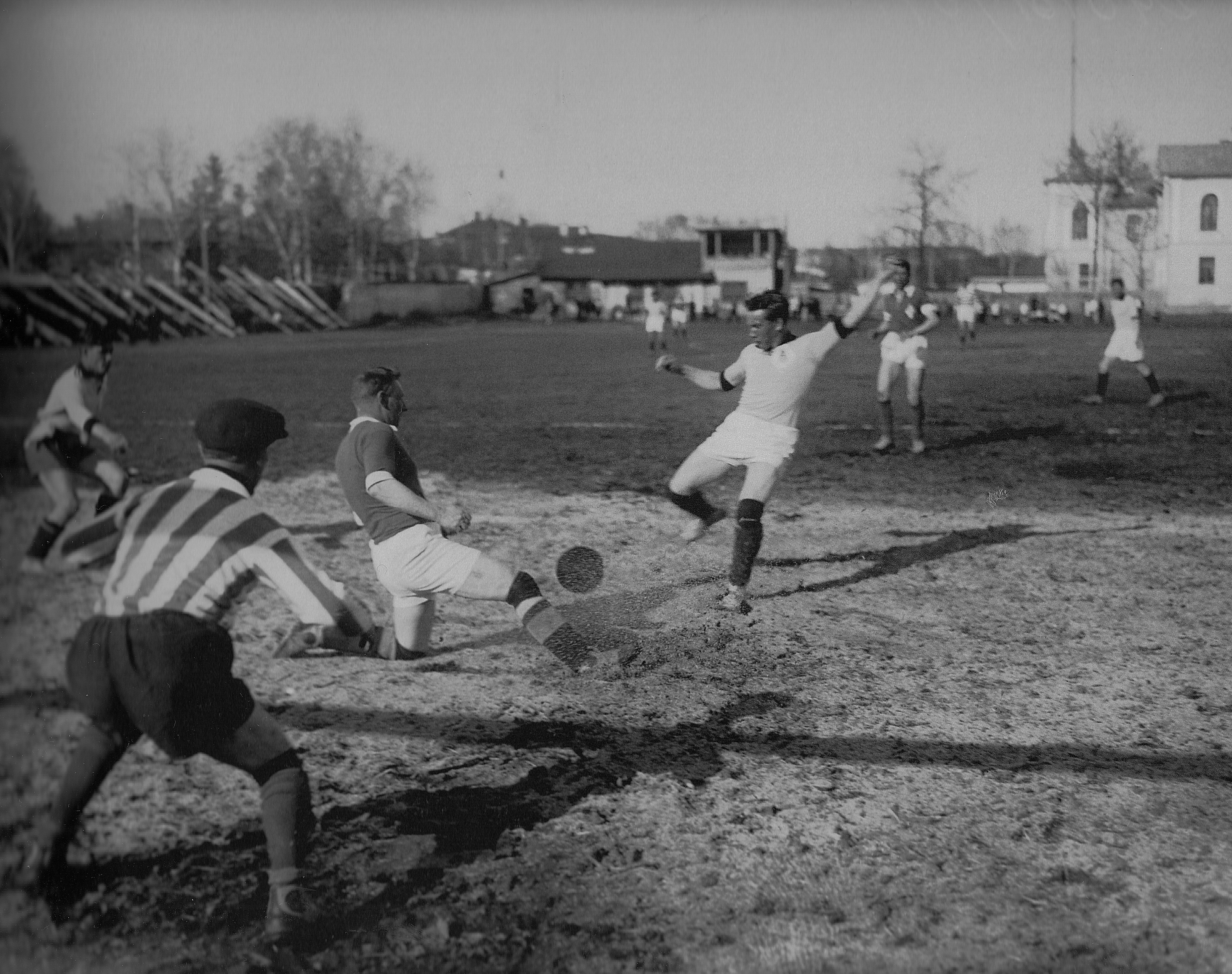
Первый стадион «Клуба имени Октябрьской революции» (КОР) и «Казанки» в 1931 году

В том же 1923 году, когда члены клуба собственными силами расчистили и оборудовали под спортивную площадку пустырь на Разгуляе, между Ольховской и Новорязанской улицами, постепенно превратившуюся в стадион. Там 12 августа 1923 года состоялась дебютная игра КОРа в рамках Первенства Москвы, которое КОР начал в шестой группе старшей категории. На стадионе, получившем позднее название Центральный стадион «Локомотив», проводились матчи чемпионата Москвы, Чемпионата СССР, Кубка СССР, товарищеские игры.
В 1923 году КОР одержал также победу в первенстве железных дорог РСФСР и завоевал звание чемпиона железнодорожного транспорта по футболу.
До 1935 года клуб выступал в светло-голубых (лазоревых) футболках с чёрным воротником и в белых трусах, в соответствии с цветами эмблемы клуба.
В период 1923—1925 годов КОР играл в чемпионате Москвы во второй и третьей группах.
Весной 1926 года в первую группу чемпионата города были включены четырнадцать команд, включая КОР. Первый для КОР матч на высшем уровне прошёл 23 мая: на своем поле КОР принимал «Пищевиков», на тот момент считавшихся одной из сильнейших команд и почти полностью укомплектованную игроками сборных Москвы, РСФСР и СССР. В дебютной для себя в первой группе игре КОР победил со счетом 4:2, хет-триком отметился Борис Дементьев. В 1926 году КОРа занял шестое место в чемпионате Москвы, в 1927 году — пятое место весной и четвертое осенью, в 1928 году стал шестым, весной 1929 года — вторым после «Пищевиков». В сезоне 1930 года КОР стал пятым весной и четвертым осенью.
В 1931 году проведена очередная реформа советского спорта, спортивные кружки стали формироваться по производственному признаку. КОР был переименован в «Команду мастеров Московско-Казанской железной дороги». Болельщики также использовали прежнее имя — «Казанка». При этом даже на афишах 1935 года можно встретить привычное название КОР и в скобках «Казанская жд». Сезон 1931 года «Казанка» завершила на шестом месте, в 1932 году первая команда заняла в осеннем чемпионате Москвы четвертое место, а в клубном зачете «Казанка» стала чемпионом Москвы. В 1933 году «Казанка» заняла седьмое место, в 1934 году — восьмое весной и шестой осенью.
1 мая 1935 года был открыт стадион «Сталинец», на месте которого сейчас располагается РЖД Арена. В том же году
команду возглавил приехавший в СССР франко-бельгийский тренер Жюль (Дьюла) Лимбек, иногда сам выходивший на поле в матчах чемпионата города. С его именем связана первая в стране попытка освоить систему «дубль-вэ». В весеннем первенстве Москвы 1935 года «Казанка» стала шестой, а в осеннем чемпионате среди «мастеров» (такое название получили первые команды), при отсутствии в турнире «Динамо» и «Спартака» «Казанка» заняла четвёртое место из шести участников.
5 декабря 1935 года Народный Комиссар путей сообщения Лазарь Каганович и ЦК профессиональных союзов железнодорожников утвердили устав добровольного спортивного общества железнодорожников «Локомотив», тогда же политуправление Народного комиссариата путей сообщения вместе с оргбюро «Локомотива» решило объявить 12 января 1936 года днем открытия общества. Одновременно была создана и футбольная команда мастеров, куда вошла команда Казанской железной дороги.

### Кубок и первые успехи (1936—1941)
22 мая 1936 года стал днём рождения чемпионатов Советского Союза по футболу, открывал чемпионат матч между ленинградским «Динамо» и московским «Локомотивом». Первый гол был на счету игрока «железнодорожников» Виктора Лаврова, но после ленинградская команда забила три гола и выиграла матч со счётом 3:1. Тот сезон «железнодорожники» закончили на пятом месте, тогда же был и первый завоёванный трофей — им стал первый Кубок СССР в 1936 году. В финале на стадионе «Динамо» в присутствии 20000 зрителей «Локомотив» обыграл тбилисское «Динамо».
В том же году железнодорожники впервые начинают использовать новые цвета, выступают в красных футболках с белой продольной полосой на груди. Трусы были белого цвета, а гетры — красного.
В конце 1930-х годов за команду играл Валентин Александрович Гранаткин, сделавший отличную карьеру в качестве игрока, а затем — футбольного функционера. С 1981 года по инициативе президента ФИФА Жоао Авеланжа проводится международный турнир юношеских команд по футболу памяти первого вице-президента ФИФА В. А. Гранаткина. В разные годы в турнире принимали участие такие в будущем известные игроки, как Андреас Мёллер и Оливер Бирхофф, Марсель Десайи, Игорь Колыванов, Александр Мостовой и другие.

### Второй Кубок и Серебро в чемпионате (1944—1969)

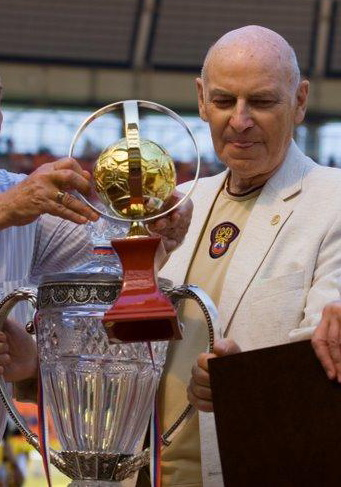
Валентин Бубукин, чемпион Европы 1960, один из лучших бомбардиров в истории клуба

Во второй половине 1950-х годов у «Локомотива» был самый сильный состав за весь советский период его истории. Этому во многом способствовал министр путей сообщения Борис Бещев, который был назначен на этот пост в 1948 году. В 1953 году он привёл в команду Бориса Аркадьева, знаменитого в то время советского тренера, шестикратного чемпиона СССР с «Динамо» и ЦДСА и трёхкратного обладателя кубка страны с ЦДСА. Под его руководством в те времена в «Локомотиве» играли будущие чемпионы Европы 1960 года: Владимир Маслаченко и Валентин Бубукин. Он начал постепенно строить команду, которая вскоре стала во второй раз обладателем Кубка СССР в 1957 году. В финале «парни Кагановича» благодаря голу капитана команды Бубукина обыграли «Спартак». Матч проходил в Лужниках и собрал 103 000 зрителей, что на тот момент было рекордом страны.
Виктор Соколов, бывший в то время форвардом команды, рассказывал:

«У нас тогда была очень сильная команда. В чемпионате от нас досталось всем подряд — и ЦСК МО, и „Спартаку“, и „Торпедо“, и киевскому „Динамо“. Так что к финалу Кубка подошли, находясь в группе лидеров».

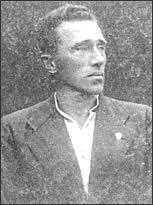
Борис Андреевич Аркадьев, главный тренер команды «Локомотив» в 1953—1957, 1963—1965 годах

В том же году «железнодорожники» заняли четвёртое место в чемпионате Советского Союза, набрав столько же очков и имея такую же разницу забитых и пропущенных мячей, как и «Спартак», который выиграл бронзовые медали. В 1958 году «Локомотив» стал пятым в чемпионате. По окончании сезона Борис Аркадьев вернулся на должность главного тренера ЦСК МО, его сменил Евгений Елисеев, под руководством которого в 1959 году была завоёвана долгожданная медаль, это была серебряная медаль первенства Советского Союза. В сезоне 1960 года в первом раунде «Локомотив» стал вторым, но провалил вторую часть чемпионата и закончил турнир только на пятом месте. Аналогичная ситуация сложилась и в следующем сезоне. Вскоре не самые лучшие результаты команды переросли в полномасштабный кризис, результатом которого стал вылет из высшей лиги в 1963 году. Причинами этого стали смена поколений и переход ключевых игроков в более сильные команды.
В то время в команде выступало множество отличных игроков, оставивших немалый след в отечественном футболе. Это нападающий Валентин Бубукин, который в составе сборной СССР стал победителем первого розыгрыша Кубка Европы в качестве одного из ключевых игроков основного состава, форвард Виктор Соколов, который с 91 забитым мячом долгое время был лучшим бомбардиром клуба всех времён, замечательный вратарь Владимир Маслаченко, который после завершения спортивной карьеры стал одним из ведущих футбольных экспертов и комментаторов страны.

### Упадок (1969—1986) годов
Вылетев из Высший лиги в 1969 году, «Локомотив» превратился в «команду-лифт». Трижды вылетев в Первую лигу, а в 1981 году и вовсе там застряв на годы. Наивысшим результатом для команды стало 6 место в 1977 году в Высшей лиге и 1/2 финала Кубка СССР. Наибольшее время за данный период, команду тренировал Игорь Волчок, 7 лет и 316  матчей (наивысшее количество игр за советский период, среди всех тренеров клуба). На стадион был почти всегда пустой, а трибунах можно было увидеть случайных зевак. В то время за команду выступало много талантливых футболистов, ставших впоследствии известными тренерами, таких как Юрий Сёмин, Валерий Газзаев, Гиви Нодия, Валерий Петраков, Виталий Шевченко и другие.

### Возрождение, Первый приход Сёмина (1986—1991)
Новая эра началась с приходом на пост главного тренера Юрия Сёмина в 1986 году. Результаты «Локомотива» стали заметно улучшаться — после семи лет подряд, проведённых в Первой лиге, в 1988 году клуб вернулся в высшую лигу СССР, а в 1990 году дошёл до финала Кубка СССР, где уступил намного более сильному в те времена сопернику — киевскому «Динамо» с разгромным счётом 1:6.

## Российский период истории клуба

### Второй приход Сёмина (1992—2005)

#### Становление (1992—1998)
С развалом союзных первенств и переходом на рыночные отношения в хозяйстве, началась новая эпоха «Локомотива», ставшая для него самой успешной в истории, продолжавшаяся до ухода из клуба Юрия Сёмина в 2005 году. Клуб прочно укрепился в элите отечественного футбола, показывал отличные результаты в чемпионате и на международной арене. Немаловажную роль в этом сыграла стабильность в руководстве — с 1992 по 2006 годы президентом клуба был Валерий Николаевич Филатов, а тренировал клуб вплоть до вызова в сборную в 2005 году тренерский тандем Юрий Сёмин (главный тренер) — Владимир Эштреков.

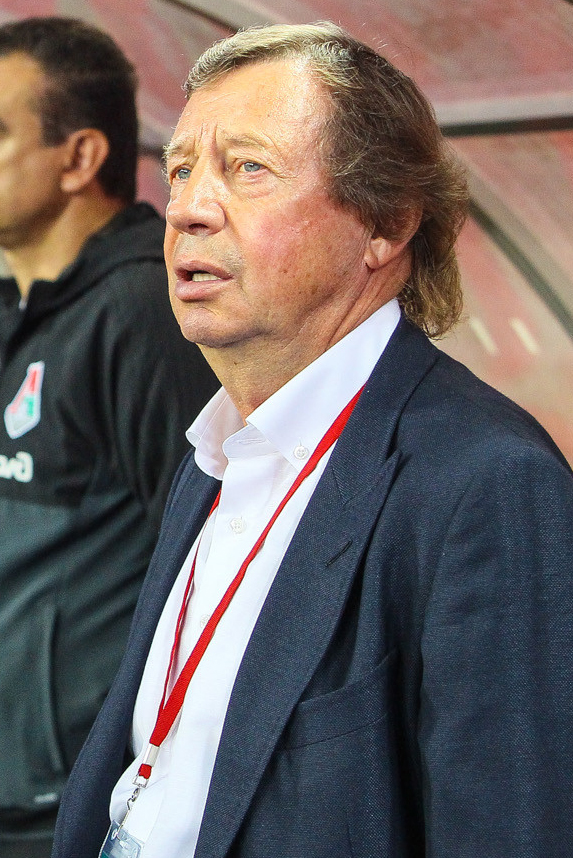
Юрий Сёмин

В первом же розыгрыше чемпионата России «Локомотив» занял четвёртое место, что позволило ему на следующий год выступать в еврокубках. Первый официальный еврокубковый матч состоялся 15 сентября 1993 года. «Локомотиву» противостоял туринский «Ювентус», который разгромил «железнодорожников» на своём поле со счётом 3:0 благодаря двум голам Роберто Баджо и голу Раванелли. В ответном матче «Ювентус» также оказался сильнее — 1:0.
Вскоре «Локомотив» завоевал первую в своей российской истории медаль — бронзу чемпионата России 1994 года. Форвард «железнодорожников» Олег Гарин забил за сезон двадцать голов, что стало вторым результатом чемпионата. В список 33 лучших футболистов России по итогам сезона тогда вошли Сергей Овчинников, Алексей Арифуллин, Игорь Чугайнов, Евгений Харлачёв, Алексей Косолапов, Олег Гарин. Лауреатом приза «Врач команды» стал ещё один представитель «Локомотива» Александр Ярдошвили.
На следующий год «Локомотив» поднялся ещё на одно место вверх — клуб сумел завоевать серебро.
В 1995 году «Локомотив» снова сумел пробиться в еврокубки. В рамках 1/32 Кубка УЕФА «железнодорожники» играли с мюнхенским суперклубом — «Баварией». Первый матч состоялся в Мюнхене, где «Локомотив» сенсационно победил со счётом 1:0. В одной из контратак Соломатин нашёл в центре поля свободного Косолапова, а тот сделал ювелирную передачу на ход Харлачёву. Немцы неудачно выполнили искусственный офсайд, Харлачёв вышел один на один с Каном, обвёл его и в падении отправил мяч в пустые ворота. Но в ответном матче «Локомотив» ждал разгромный реванш — 0:5.
Сезоны 1996 и 1997 оказались не столь удачными для московской команды в чемпионате в плане результата: шестое и пятое места. В те годы в команде появился Дмитрий Лоськов, который впоследствии стал капитаном и настоящей легендой «Локомотива».

#### Расцвет (1998—2005)
В чемпионате страны 1998 года «Локомотив» снова смог завоевать медаль чемпионата — бронзу, причём до серебра команде не хватило всего одного очка. В период с 1999 по 2001 годы команда завоевала три серебряные медали, всегда уступая золото «Спартаку».
В 1998 и 1999 годах команда дважды подряд доходила до полуфинала Кубка обладателей Кубков. В последнем случае «Локомотив» уступил римскому «Лацио» за счёт пропущенного мяча в домашнем матче.

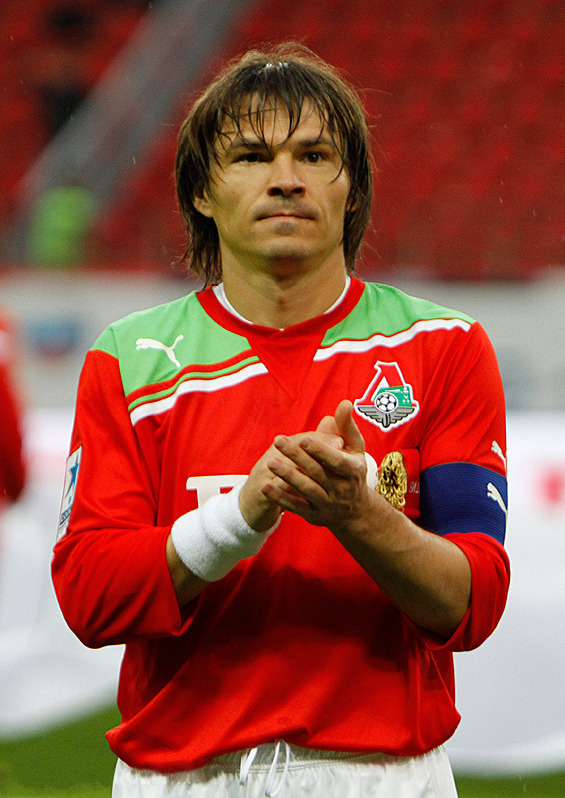
Дмитрий Лоськов

Первое чемпионство пришло к команде в 2002 году. «Локомотив» отлично начал сезон и уже к седьмому туру единолично возглавил таблицу. К перерыву, связанному с чемпионатом мира команда подходила с первым местом в таблице и только одним поражением. После перерыва «Локомотив» соперничал за первое место с ЦСКА, в итоге чемпионат команды закончили с одинаковыми показателями. Был назначен «золотой матч», в котором «Локомотив» переиграл армейцев, единственный гол забил Дмитрий Лоськов.
В том же году открылся футбольный стадион «Локомотив».
В 2004 году «железнодорожники» повторили свой успех двухлетней давности. Начало сезона ознаменовалось уходом в ЦСКА Сергея Игнашевича и приходом в клуб Дмитрия Сычёва, нападающего французского «Олимпик Марселя», который в новом сезоне стал лидером атак «железнодорожников», забив пятнадцать голов в чемпионате. Летом команду пополнил бразилец Франциско Лима из «Ромы», сыгравший важнейшую роль в завоевании золотых медалей. Бразильский опорный полузащитник моментально вошёл в игру команды, выполняя огромный объём черновой работы, буквально зацементировал центр поля. Летом начался и подъём «Локомотива» после традиционного не самого лучшего старта. Так, к середине августа «Локомотив» заметно поправил своё турнирное положение, после победы над «Спартаком» вышел на первое место. В чемпионате упорная борьба за золотые медали шла до тридцатого тура, шансы «Локомотива» на чемпионство всё время менялись, но к последнему туру именно подопечные Сёмина подошли во главе турнирной гонки, и в тридцатом туре «Локомотив» обыграл «Шинник» благодаря голам Билялетдинова и Сычёва, став во второй раз в своей истории чемпионом страны.
В 2001—2004 годах «Локомотив» участвовал в основном раунде Лиги чемпионов и дважды преодолевал групповой этап. Еврокубковый сезон 2001/2002 «Локомотив» начал с трёх матчей с австрийским «Тиролем». В первом матче «железнодорожники» уверенно обыграли австрийцев — 3:1. Великолепную игру тогда продемонстрировал Марат Измайлов, забивший гол и отдавший голевую передачу. В ответном матче «железнодорожники» снова были сильнее благодаря голу Маминова, но вскоре результат матча был аннулирован из-за того, что судья показал вторую жёлтую карточку нападающему «железнодорожников» Руслану Пименову, но удалить его забыл. Причём в момент матча было неясно, кому он показал жёлтую, вероятно Маминову, фамилию которого судья записал в итоговом протоколе, так что Пименов вполне возможно просто не понял, ему ли показана карточка. Представители «Тироля» обратились с жалобой, которая в итоге была принята и была назначена переигровка. Третий матч стал одним из лучших в карьере Нигматуллина, вратаря команды. Он сумел отразить множество сложнейших ударов, показывая чудеса реакции и вратарской техники. «Локомотив» смог пройти в групповой раунд Лиги чемпионов, где ему достались мадридский «Реал», «Рома» и «Андерлехт». Начало турнира выдалось ужасающим, после первых четырёх туров команда имела всего одно очко в активе, а матч с «Реалом» и вовсе закончился разгромом. Но после этого последовали две победы, матч с «Андерлехтом» закончился крупной гостевой победой «Локомотива» 5:1, а в последнем туре был переигран «Реал», будущий победитель турнира, 2:0. В этих матчах форвард команды Бузникин забил три гола, а Марат Измайлов стал самым молодым футболистом, отличившимся в Лиге чемпионов 2001/2002. Лига чемпионов 2002/2003 началась для «Локомотива», как и год назад, с третьего квалификационного раунда, где произошло очередное противостояние с австрийцами. На этот раз «Локомотиву» достался ГАК, который «железнодорожники» без особых проблем прошли. Повторили «железнодорожники» и начало группового этапа: после четвёртого тура команда снова имело лишь очко. В следующем туре «Локомотив» отправился в гости к «Галатасараю». В «стамбульском аду» «Локомотив» одержал труднейшую победу благодаря голам Дмитрия Лоськова и Вадима Есеева. В последнем туре был обыгран «Брюгге» и «Локомотив» вышел во второй групповой этап Лиги чемпионов, где им достались «Милан», «Боруссия» Дортмунд и снова мадридский «Реал». В итоге «железнодорожники» набрали в своей группе всего одно очко и заняли последнее место. «Локомотив» не проиграл только «Реалу», причём на Сантьяго Бернабеу. У москвичей голы забили Джеймс Обиора и Мнгуни, для которых тот матч стал, возможно, лучшим в их карьере. В следующем сезоне «Локомотиву» в квалификационном раунде достался украинский «Шахтёр», который «железнодорожники» в очень тяжёлой борьбе обыграли, во многом благодаря отличной игре Михаила Ашветии, который оформил дубль. Групповой этап «Локомотив» как обычно начал не самым удачным образом: проигрыш киевскому «Динамо» и нулевая ничья с «Арсеналом». Но уже в третьем туре была одержана одна из самых знаменитых побед в истории «Локомотива» — уверенная победа над «Интером» 3:0, лидером группы, в которой великолепный гол забил Хохлов. После этого матча «Локомотив» по версии УЕФА был признан лучшей командой третьего тура Лиги чемпионов. В следующем туре на последних минутах было обыграно «Динамо», а в последнем «Локомотив» проиграл «Арсеналу», но вышел в следующий раунд Лиги чемпионов. Формат турнира изменился, и теперь «Локомотиву» предстоял не групповой этап, а очное противостояние в рамках 1/8 финала с «Монако». Дома удалось одержать победу со счётом 2:1, а во Франции сильнее оказались уже хозяева поля — 1:0. Из-за гола на чужом поле в следующий раунд вышли французы, которые в итоге дошли до финала, где уступили «Порту».

### Годы нестабильности (2005—2010)

#### Два упущенных чемпионства и Кубок (2005—2007)
«Локомотив» начал сезон-2005 мощно: команда выиграла Кубок Содружества, обыграла грозненский «Терек» в матче на Суперкубок и удачно стартовала в чемпионате: несмотря на то, что в апреле клуб после почти девятнадцати лет тренерской работы покинул Юрий Сёмин, получивший приглашение возглавить сборную России, команда под руководством его многолетнего ассистента Владимира Эштрекова выдала 20-матчевую беспроигрышную серию (а с учётом 7 матчей без поражений в конце чемпионата 2004 года, общая длительность серии достигло 27 игр, что является рекордом чемпионатов России). Команда чрезвычайно надёжно играла в обороне, пропустив за первые 20 матчей всего шесть голов, и была результативна в нападении. Кульминацией этой серии стала победа в зрелищном дерби против ЦСКА, которую «железнодорожникам» удалось «вырвать» в концовке матча; после этой игры «Локомотив» опережал ближайшего преследователя в турнирной таблице на 11 очков и имел отличные шансы защитить чемпионский титул, но уже в следующем туре не только проиграл в гостях «Рубину», но и потерял ведущего форварда Дмитрия Сычёва, получившего на исходе матча тяжёлую травму колена. Без Сычёва и Лоськова (получившего повреждение в 13-м туре) «Локомотив» не смог пробиться в групповой турнир Лиги чемпионов, уступив австрийскому «Рапиду», и слабо закончил чемпионат: пропустив меньше всех мячей и потерпев всего два поражения, команда, тем не менее, не смогла занять даже второе место, довольствовавшись лишь бронзовыми медалями чемпионата. Относительным успехом клуба можно назвать выход в плей-офф Кубка УЕФА. После окончания сезона клуб покинули трое ключевых игроков: голкипер Сергей Овчинников и полузащитник Дмитрий Хохлов на правах свободных агентов перешли в «Динамо», которое после завершения работы в сборной России возглавил Юрий Сёмин, а в январе был отдан в аренду опорный полузащитник Франсишку Лима.
В декабре 2005 года было объявлено, что команду возглавит сербский специалист Славолюб Муслин; Владимир Эштреков перешёл с тренерской работы на пост спортивного директора. В межсезонье состав «Локомотива» пополнило множество новых игроков, и начало сезона выдалось для несыгранной команды неудачным: «Локо» вылетел из розыгрыша Кубка УЕФА, дважды уступив будущему победителю турнира — «Севилье», а в чемпионате после четырёх туров набрал всего одно очко. Переломным моментом стал матч с ЦСКА, который «железнодорожники» сумели выиграть на последних минутах благодаря голу Ивановича. После этого команда не проигрывала семнадцать матчей подряд и вновь боролась за чемпионство; отличный футбол показывал Лоськов, по итогам турнира ставший лучшим игроком по голевым передачам и системе «гол плюс пас». Однако в конце сентября «Локомотив» в первом же раунде нового розыгрыша Кубка УЕФА не смог обыграть полупрофессиональный бельгийский клуб «Зюлте-Варегем», а последовавшее вскоре поражение в чемпионате от ФК «Москва», несмотря на отставание от лидировавшего ЦСКА всего на два очка, привело к увольнению Муслина. Со слов Валерия Филатова, совет директоров клуба принял решение расстаться с сербским тренером, опасаясь психологического надлома игроков после проигрыша «Зюлте-Варегему», а также отметил избыточную, с его точки зрения, склонность Славолюба полагаться на профессионализм игроков. Конец сезона 2006 года клуб провёл под руководством Олега Долматова, ранее работавшего в «Шиннике». Существенных результатов смена тренера не принесла: «Локомотив» не сумел выполнить поставленную перед ним задачу на тот сезон — занять первое или второе место, вновь финишировав только третьим.

26 декабря 2006 года на заседании Совета директоров клуба был отправлен в отставку Валерий Филатов, работавший президентом «Локомотива» с 1992 года; было принято решение назначить президентом клуба Юрия Сёмина, а тренером — знаменитого советского игрока Анатолия Бышовца, ранее работавшего со сборными СССР и России. В течение следующего года «Локомотив» потерял ряд харизматических и игровых лидеров: перед началом чемпионата в «Торпедо» перешёл не сработавшийся с Бышовцем Вадим Евсеев, летом команду покинули Лоськов и Марат Измайлов, в конце сезона в «Челси» был продан Бранислав Иванович (на тот момент этот трансфер был самым дорогим в истории чемпионата России: «Локомотив» получил 13 миллионов евро компенсации). Для усиления состава летом «Локо» приобрёл у «Лилля» нигерийского нападающего Питера Одемвингие; компенсация французскому клубу в 7 миллионов евро сделала Одемвингие самой дорогой покупкой на тот момент истории «Локомотива». Неоднозначные кадровые решения, а также нетривиальная личность и эмоциональные высказывания Анатолия Фёдоровича создали вокруг клуба скандальную атмосферу, которая не лучшим образом отражалась на настрое и отношениях внутри команды. «Локомотиву» удалось выиграть пятый в истории клуба Кубок России, одолев в финальном матче ФК «Москва», но «железнодорожники» провально выступили и в Кубке УЕФА, заняв последнее место в группе, и в чемпионате, закончив розыгрыш лишь седьмыми с отставанием от победителя в 20 очков. Именно после этого сезона за Бышовцем закрепилось ироничное прозвище «Светоч».

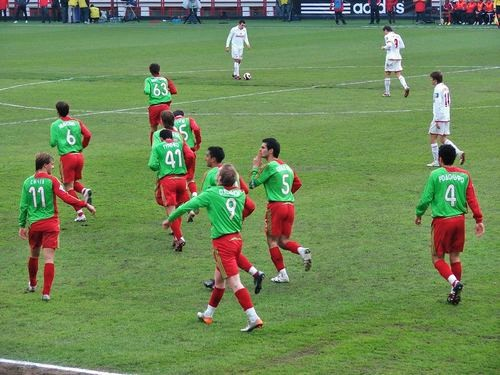
Полуфинал кубка России 2007 против московского «Спартака».

#### Два худших года за 15 лет и третий приход Сёмина (2007—2010)
12 ноября 2007 года совет директоров отправил Бышовца и Сёмина в отставку; тогда же в прессе появилась информация, что новым тренером команды станет бывший наставник пермского «Амкара» Рашид Рахимов. О назначении Рахимова было официально объявлено в начале декабря; незадолго до того президентом клуба был назначен петербургский предприниматель Николай Наумов. Новый менеджер уделял большое внимание развитию инфраструктуры клуба и, по собственным словам, выделял на эту задачу до 40 % бюджета «Локомотива». В результате за время руководства Наумова была построена Малая спортивная арена на 10 тысяч зрителей, постелен новый газон на основном стадионе, реформирована школа клуба, создана команда «Локомотив-2», открыт многоцелевой комплекс «Локо-Спорт». Предметом гордости президента была стоимость Малой арены: десятитысячный стадион обошёлся клубу в относительно скромные 5 миллионов долларов. Перед сезоном 2008 года клуб пополнил полузащитник сборной России Дмитрий Торбинский, а в составе закрепился Денис Глушаков; тем не менее, команда не показала высоких результатов, вновь заняв седьмое место в чемпионате 2008 года. После неудачного начала следующего сезона («Локомотив» набрал набрал за первые шесть туров чемпионата всего шесть очков и вылетел в 1/4 финала Кубка России) Рахимов был отстранён от работы с командой и уволен. Около месяца обязанности главного тренера исполнял всего за полгода до этого завершивший карьеру игрока Владимир Маминов, а 26 мая был объявлено, что новым тренером команды станет Юрий Сёмин, который в тот же день привёл киевское «Динамо» к титулу чемпионов Украины и, таким образом, ради работы с «Локомотивом» отказался от. участия в Лиге Чемпионов. Вскоре Сёмин вошёл и в совет директоров. Позже Наумов вспоминал, что имел на опытного специалиста далеко идущие планы: по замыслу президента, Юрий Павлович после завершения своего контракта должен был возглавить все команды клуба — от молодёжной до первой — объединённые тренерским советом; на приглашение Сёмина повлияло и желание РЖД консолидировать акции клуба (15 % которых находились во владении специалиста). Несмотря на то, что летом в английский «Эвертон» за 9 миллионов фунтов был продан капитан команды Динияр Билялетдинов, «Локомотив» сильно провёл остаток сезона, не проиграв за весь чемпионат ни одного домашнего матча, и по его итогам занял четвёртое место, дающее право играть в Лиге Европы УЕФА, уступив бронзу «Зениту» только по разнице мячей. Летом в составе команды закрепился бразилец Гильерме, ставший основным голкипером «железнодорожников» на многие годы вперёд.
Перед сезоном 2010 года «Локомотив» провёл удачную трансферную кампанию: состав пополнили левый нападающий Майкон, правый латераль Владислав Игнатьев, опорный полузащитник Дмитрий Тарасов. Главным же приобретением стал Александр Алиев, знакомый Сёмину по работе в киевском «Динамо». Полузащитник с мощнейшим ударом сразу стал ключевой фигуре в атаке «красно-зелёных» и провёл очень результативный сезон, став вторым бомбардиром (после Веллитона) и лучшим игроком по показателю «гол плюс пас» во всей лиге (Алиев забил 14 голов и отдал шесть голевых передач). Во время летнего трансферного окна в команду вернулся экс-капитан Дмитрий Лоськов. Сезон, однако, сложился для команды не лучшим образом: «Локомотив» неудачно стартовал в чемпионате, сразу сильно отстав от лидеров, выбыл из Кубка России, потерпев в 1/16 финала поражение от скромного клуба «Горняк» из Учалов, и не сумел квалифицироваться в групповой турнир Лиги Европы, уступив «Лозанне».

### Смутные времена, правление Смородской (2010—2016)

#### Скандалы (2010—2014)
4 августа было официально объявлено, что президент клуба Николай Наумов покинул свой пост по собственному желанию; его сменила Ольга Смородская — экономист, ранее работавшая в ЦСКА, холдинге «Интеррос» и правительстве Москвы, заслужив репутацию эффективного антикризисного менеджера. 31 августа совет директоров принял решение продолжить работу с Сёминым, несмотря на слабые результаты; после этого решения «Локомотив» успешно провёл остаток чемпионата, набрав очки в одиннадцати матчах подряд, что позволило команде занять пятое место и получить право в следующем сезоне выступить в Лиге Европы. Несмотря на это, тренер по итогам сезона был отправлен в отставку, нелестно отозвавшись о президенте клуба, что значительно ухудшило отношения руководства с болельщиками, и без того весьма напряжённые и в дальнейшем ещё больше деградировавшие из-за множества непопулярных поступков и заявлений Ольги Смородской. 
«Мы начали с 11-го места и закончили четвертым-пятым. Это хороший результат. Что будет дальше — только бог знает. Везде пишут, что у Сёмина конфликт с Ольгой Юрьевной. У меня нет конфликта с Ольгой Юрьевной: у нее есть конфликт с футболом» — Юрий Сёмин.
Новым главным тренером был назначен Юрий Красножан, ранее работавший в «Спартаке» из Нальчика. Перед самым длинным чемпионатом в истории РФПЛ клуб расстался с рядом игроков, в том числе вернувшимся в «Динамо» Алиевым и центральными защитниками Сенниковым и Асатиани, а также сделал множество приобретений. Пополнившие состав футболисты, впрочем, ярко проявить себя не смогли (хотя самый дорогой новичок «Локомотива», босниец Сенияд Ибричич, был представлен Смородской как один из лучших полузащитников Европы). В начале сезона домашний стадион клуба оказался не готов принять матчи «Локомотива» из-за замены газона, поэтому «железнодорожникам» пришлось проводить домашние матчи начала сезона на стадионе «Лужники»; на свою арену «Локомотив» вернулся только в пятом туре. Несмотря на довольно успешный старт (после 11 туров команда отставала от первого места всего на одно очко) 6 июня Совет директоров клуба принял решение уволить Красножана в отставку с формулировкой «за упущения в работе». Обтекаемость формулировки и появившиеся в прессе слухи о возможном договорном характере матча 11 тура «Локомотив» — «Анжи» (проигранного «железнодорожниками» со счётом 1:2) вызвали огромный резонанс. Пост исполняющего обязанности главного тренера был передан Владимиру Маминову, а 1 июля 2011 года на пост наставника «Локомотива» был назначен португальский специалист Жозе Коусейру, ранее работавший в чемпионатах Португалии, Литвы и Турции. Коусейру принципиально «наигрывал» большое количество русских игроков и активно взаимодействовал с тренерским штабом молодёжного состава «Локомотива»; в частности, при нём основными центральными защитниками стали Максим Беляев и Тарас Бурлак, закрепился в составе Магомед Оздоев. 2011 год команда завершила довольно успешно: «красно-зелёные» заняли пятое место на первом этапе чемпионата, вышли из группы Лиги Европы со второго места и дошли до 1/4 финала Кубка России, выбив «Енисей» и «Луч-Энергию». В зимнее трансферное окно основным приобретением клуба стал форвард сборной России Роман Павлюченко. Однако окончание сезона стало для «железнодорожников» неудачным: «Локомотив» в рамках 1/16 финала Лиги Европы уступил по сумме двух матчей «Атлетику» из Бильбао, вылетел из Кубка России, потерпев разгромное поражение от «Рубина» и занял только седьмое место в чемпионате, не дающее права выступать в еврокубках.
После окончания чемпионата 2011/12 клуб не стал продлевать контракт с Жозе Коусейру, на его место был назначен хорват Славен Билич, ранее тренировавший сборную Хорватии. Летом команду пополнили опытные игроки: будущий капитан центральный защитник Ведран Чорлука, нападающий Даме Н’Дойе, вернулся из «Динамо» правый полузащитник Александр Самедов. В концовке сезона Билич стал доверять место в стартовом составе 17-летнему полузащитнику Алексею Миранчуку. Однако, несмотря на усиление состава, «красно-зелёные» провели сезон ещё слабее предыдущего: в Кубке России «Локомотив» ограничился выходом в 1/8 финала, проиграв на данной стадии грозненскому «Тереку», а по итогам чемпионата России «Локомотив» занял только девятое место — худшее в постсоветской истории. 17 июня 2013 Славен Билич был отправлен в отставку за неудовлетворительные результаты; впоследствии игравшие под его началом Дмитрий Тарасов и Александр Самедов предполагали, что Славену не хватало опыта клубной работы, а Денис Глушаков вообще назвал Билича слабейшим тренером, с которым ему приходилось работать.

#### Неожиданный успех (2014—2016)
Тренерский пост занял Леонид Кучук, под руководством которого «Кубань» заняла в завершившемся чемпионате пятое место — лучшее в истории клуба. В начале чемпионата России 2013/14 «железнодорожникам» удалось серьёзно укрепить полузащиту, купив Мубарака Буссуфа и Лассана Диарра у затеявшего перестройку «Анжи». Диарра и Буссуфа стали самыми дорогими игроками в истории «Локомотива»; благодаря этому усилению, результативности Н’Дойе и прогрессу ряда других игроков «Локо» мощно начал чемпионат, повторив клубные рекорды по голам, победам и очкам за первый круг и ушёл на зимний перерыв, разделив первое место с «Зенитом». В Кубке команда в очередной раз выступила неудачно, потерпев поражение от «Ротора» уже в 1/16 финала.
В начале сезона 2014/15 года пресса начала распространять слухи о конфликте Леонида Кучука с игроками, из-за чего лидеры предыдущего сезона Буссуфа и Диарра, приобретённые за значительные деньги, якобы отказались работать под началом тренера. Прочие футболисты остались в команде, но некоторое время спустя стали обмениваться упрёками с тренером через прессу. В условиях конфликта тренера с футболистами результаты команды начали резко ухудшаться: за двумя ничьими и двумя победами во внутреннем первенстве последовало домашнее поражение со счетом 1:4 в Лиге Европы от кипрского «Аполлона» и два поражения в чемпионате — от краснодарской «Кубани» и питерского «Зенита». После ничьей с «Мордовией» в сентябре 2014 года Кучук был отстранён от управления командой и в дальнейшем уволен. Незадолго до того клуб расторг контракт с Диарра в одностороннем порядке из-за невыполнения игроком условий соглашения. Диарра обжаловал решение, и «Локомотиву» пришлось доказывать свою правоту в судебных инстанциях ФИФА; спор был полностью разрешён только в 2017 году. Мубарак Буссуфа вернулся в состав в следующем же туре, был неодобрительно встречен болельщиками и в начале 2016 года покинул клуб. Леонид Кучук позже отмечал, что пропуск игроками первого сбора был заранее согласован, и конфликта с легионерами на самом деле не было.
После увольнения Кучука команду возглавил Миодраг Божович. Под его руководством ситуация в команде нормализовалась, и 2014 год она закончила в группе лидеров чемпионата, претендуя на место в еврокубках по итогам сезона. В начале 2015 года стало известно, что РЖД сократили финансирование «Локомотива» на 20 % из-за финансового кризиса в России. В мае УЕФА подвергла «Локомотив» штрафу в 5 миллионов евро (из них 3,5 млн — условно) за несоответствие условиям финансового фэйр-плей. 11 мая 2015 года после серии поражений Божович подал заявление об отставке, которое было принято руководством клуба. Исполняющим обязанности команды назначен Игорь Черевченко.
Под руководством Игоря Черевченко «Локомотив» завоевал Кубок России, обыграв в финале в дополнительное время краснодарскую «Кубань» со счётом 3:1. Завоёванный трофей стал первым для клуба с 2007 года. После победы в Кубке Черевченко был назначен главным тренером «Локомотива» на постоянной основе. В матче за Суперкубок «Локомотив» проиграл санкт-петербургскому «Зениту» (1:1, пен. 2:4). В сезоне-2015/16 «Локомотиву» была поставлена задача стать чемпионом России, но в итоге команда не сумела даже пробиться в еврокубки, а лидер атак команды Байе Умар Ниассе перешёл в «Эвертон».

### Четвертый приход Сёмина (2016—2020)
В начале следующего сезона в «Локомотиве» произошли серьёзные кадровые перестановки: команду покинули главный тренер Черевченко и президент Ольга Смородская, на смену которой пришёл Илья Геркус. Главным тренером команды в четвёртый раз за карьеру стал Юрий Сёмин, а новым спортивным директором клуба стал Игорь Корнеев (работавший ранее в сборной России и «Зените»), кроме того в тренерский штаб команды вошёл Дмитрий Лоськов, а капитан команды Ведран Чорлука продлил контракт на четыре года. В феврале 2017 года состав «Локомотива» пополнил бразильский форвард Ари, взятый в аренду до конца сезона; нападающий быстро вписался в состав и забил до конца сезона шесть голов. В чемпионате команда заняла только 8 место с 42 очками, но сумела выиграть седьмой в истории клуба Кубок России, победив 2 мая 2017 года на сочинском стадионе «Фишт» екатеринбургский «Урал» со счетом 2:0; концовка матча была отмечена дракой между футболистами. 13 мая Лоськов сыграл прощальный матч, выведя команду на игру против «Оренбурга» с капитанской повязкой и уступив место на поле Алексею Миранчуку на 13-й минуте.

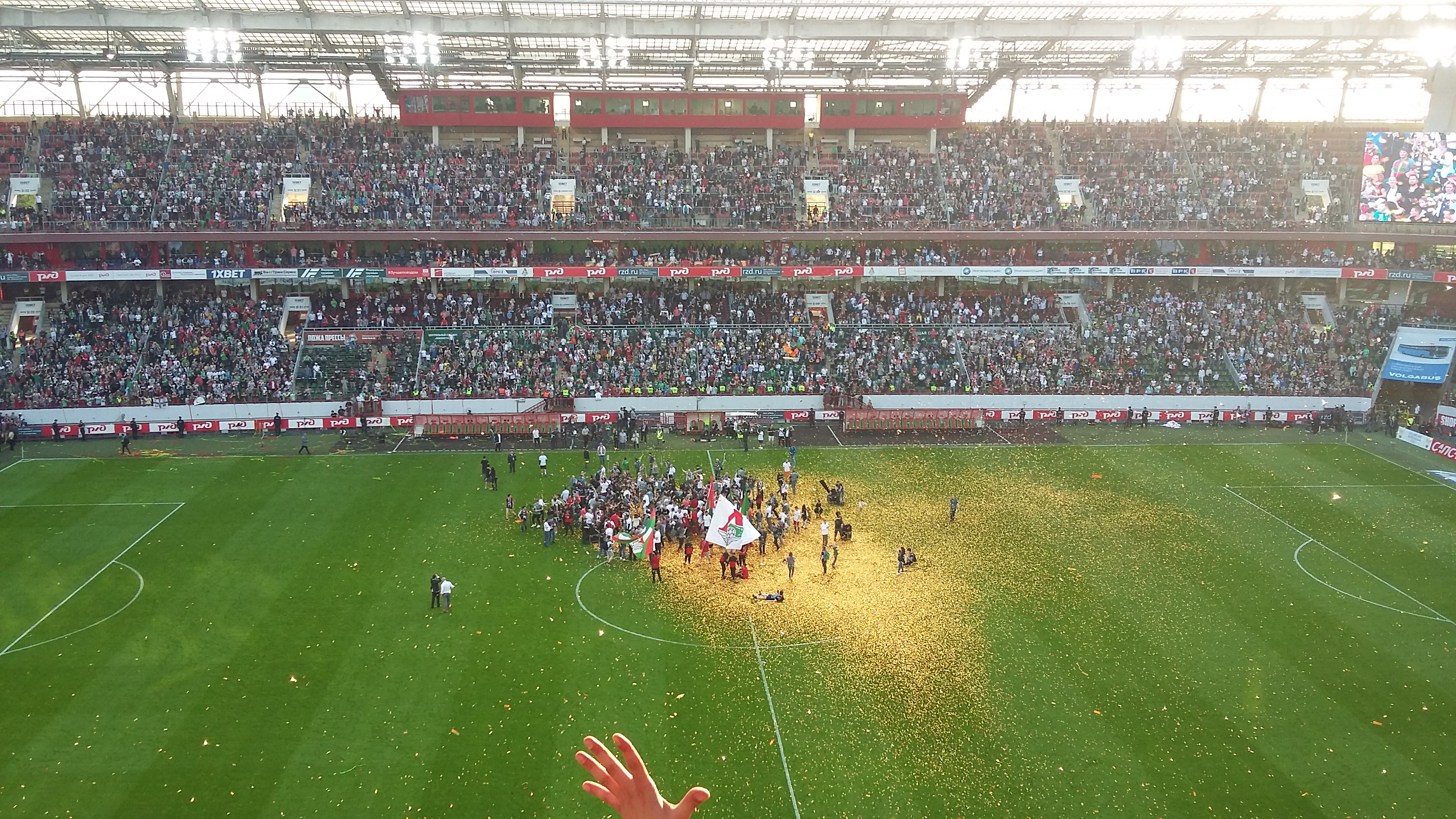
Локомотив — Зенит, 5 мая 2018 года. Празднование чемпионского титула сразу после матча.

В межсезонье московский клуб расстался с рядом высокооплачиваемых игроков, не имевших твёрдого места в основном составе: команду покинули защитники Янбаев и Шишкин, полузащитник Н’Динга, нападающие Шкулетич, Хенти и Майкон. Единственным новичком в составе «красно-зелёных» стал польский защитник Мацей Рыбус. В первом матче сезона «Локомотив» уступил в матче на Суперкубок России принципиальному сопернику — «Спартаку» — в дополнительное время со счётом 1:2. Уже в начале сезона в команде возникли проблемы с составом: вдобавок к защитникам Чорлуке и Виталию Денисову, получившим тяжёлые травмы ещё в конце предыдущего сезона, во втором туре из-за серьёзного повреждения колена выбыл Ари, и команда осталась вообще без номинальных нападающих. Тем не менее, роль форварда стал эффективно исполнять перуанский полузащитник Джефферсон Фарфан, а в конце августа на правах аренды до конца сезона с правом выкупа в «Локомотив» перешёл автор победного гола на Евро-2016 португалец Эдер. «Локомотиву» удалось обыграть основных конкурентов и завершить первый круг чемпионата на первом месте, а к зимнему перерыву после 20-го тура команда нарастила отрыв от второго места до восьми очков. «Красно-зелёные» достигли лучшего в своей истории результата в Лиге Европы, выиграв свою группу и дважды взяв верх над «Ниццей» в 1/16 финала еврокубка; в следующем раунде, однако, «Локо» ничего не смог противопоставить будущему победителю ЛЕ — мадридскому «Атлетико», потерпев два крупных поражения. Вылет из Лиги Европы позволил команде сосредоточить усилия на внутреннем первенстве, и 5 мая после домашней победы над «Зенитом» в матче 29-го тура, добытого благодаря голу Эдера в концовке матча, «Локомотив» в третий раз стал чемпионом России

## Вторые (молодёжные) команды
Вторая команда («Локомотив-2») принимала участие в трёх розыгрышах кубка СССР (1936—1938).
В дальнейшем дублирующий состав «Локомотива» участвовал в турнире дублёров (как для команд высшей лиги, так и для команд первой лиги) союзного чемпионата.
В российский период дублирующий состав «Локомотива» под названиями «Локомотив»-д и «Локомотив»-2 играл во второй (1992, 1993, 1998—2000) и третьей (1994—1997) лигах среди команд мастеров, с созданием турнира дублёров РФПЛ (с 2008 года преобразован в молодёжное первенство России) перешёл туда.
С 2014 года в московской зоне III дивизиона участвует любительская (вторая молодёжная) команда (в 2018 году — «Локомотив-U19»).
С 2019 года в новосозданном турнире Юношеской футбольной лиги принимает участие команда академии «Локомотива» U-17.
Существует также футбольный клуб «Локомотив-Казанка» (фарм-клуб «Локомотива»), основанный в 2008 году под названием «Локомотив-2».